# Rhabdophis callistus
Espèce
Synonymes
- Tropidonotus callistus Günther, 1873

Rhabdophis callistus est une espèce de serpents de la famille des Natricidae.

## Répartition
Cette espèce est endémique du Sulawesi en Indonésie.

## Publication originale
- Günther, 1873 : Notes on some reptiles and batrachians obtained by Dr Adolf Bernhard Meyer in Celebes and the Philippine Islands. Proceedings of the Zoological Society of London, vol. 1873, p. 165-172 (texte intégral).